# Watermolen van Gordaal

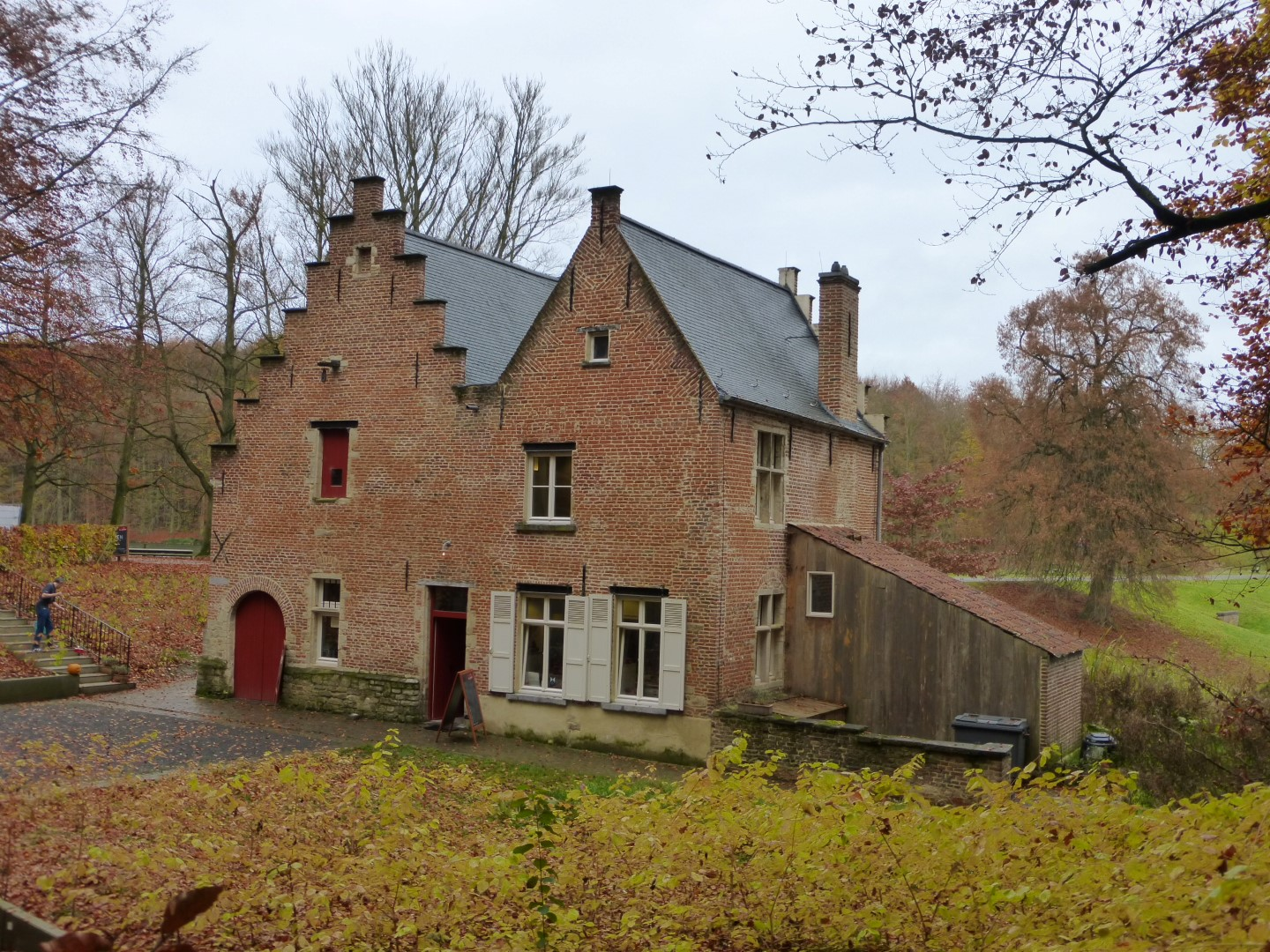
Watermolen van Gordaal

De Watermolen van Gordaal (ook: Gordaalmolen of Spaans Huis) is een watermolen in de Vlaams-Brabantse plaats Tervuren, gelegen aan de Spaans-Huisdreef 1, in het Warandepark.
Deze bovenslagmolen op de Voer fungeerde als korenmolen.

## Geschiedenis
De molen was gesitueerd in Goordaal, een gehucht van Tervuren. In 1290 werd de molen voor het eerst vernoemd als banmolen van de hertog van Brabant. Oorspronkelijk bestond hij uit een houten en lemen vakwerkconstructie op zandstenen fundament. In 1534 werd het molenhuis opgetrokken in baksteen en natuursteen. Vooral in 1620 werden alle gebouwen bij deze molen versteend.
Al op het einde van de 18e eeuw kwam de molen buiten bedrijf en werd ook het rad verwijderd. Ook het binnenwerk verdween.
In de 19e eeuw werd de molen onderdeel van het Koninklijk Domein en koning Leopold II liet voor 1897 de vijvers bij de molen vergroten tot één grote vijver, de Vossemvijver. De molen werd bewoond tot 1981. Hoewel de molen in 1983 beschermd werd als monument, raakte hij in verval. In 2011 werd de Gordaalmolen gerestaureerd.

## Gebouw
Het betreft twee tegen elkaar gebouwde woningen (het voormalig molenhuis en het molenaarshuis) in baksteen en zandsteen, voorzien van trapgevels.